# Specially Protected Areas of Mediterranean Importance
Die Specially Protected Areas of Mediterranean Importance (SPAMI) (englisch für Besondere Schutzgebiete von mediterraner Bedeutung) sind besondere Schutzgebiete, mit deren Einrichtung die biologische Vielfalt des Mittelmeerraums bewahrt werden soll. Geschützt werden sollen typische Ökosysteme, gefährdete Lebewesen, sowie auch Stätten von naturwissenschaftlicher, ästhetischer, kultureller und pädagogischer Bedeutung. 
Das Programm zur Einrichtung dieser Schutzgebiete wurde im Rahmen des von dem Umweltprogramm der Vereinten Nationen (UNEP) koordinierten Mediterranean Action Plans (MAP) geschaffen. Ähnliche Pläne existieren auch für andere abgegrenzte Meeresgebiete. Innerhalb der Schutzräume sind weitere, unter speziellem Schutz stehende Zonen ausgezeichnet.

## Liste der Schutzgebiete
Die Zahl der SPAMI-Schutzgebiete beträgt derzeit 34 (letzte Erweiterung Februar 2016).
| Albanien |
| Mariner Nationalpark Karaburun-Sazan                                                                                              |
| Algerien |
| Banc des Kabyles Marine Reserve (Flachwassergebiet vor Jijel, Spitze eines Unterwasser-Vulkans)                                   |
| Habibas-Inseln (nordwestlich von Oran)                                                                                            |
| Frankreich |
| Nationalpark Port-Cros |
| Réserve naturelle des Bouches de Bonifacio (an der Straße von Bonifacio)                                                          |
| Parc Marin de la Côte Bleue (an der Côte Bleue westlich von Marseille)                                                            |
| Archipel des Embiez - Six Fours (bei Six-Fours-les-Plages an der Côte d’Azur)                                                     |
| Frankreich, Italien und Monaco |
| Pelagos-Walschutzgebiet |
| Italien |
| Meeresschutzgebiet Portofino |
| Riserva naturale marina di Miramare (im Golf von Triest)                                                                          |
| Area marina protetta Plemmirio (vor Sizilien östlich von Syrakus)                                                                 |
| Area naturale marina protetta Tavolara - Punta Coda Cavallo (Gebiet um den Tavolara-Archipel vor Sardinien)                       |
| Riserva naturale marina Torre Guaceto (in der Adria, vor Apulien)                                                                 |
| Area naturale marina protetta Punta Campanella (vor der Halbinsel von Sorrent)                                                    |
| Area naturale marina protetta Capo Caccia - Isola Piana (vor der Nordwestküste Sardiniens)                                        |
| Porto Cesareo Marine Protected Area (bei Porto Cesareo am Golf von Tarent)                                                        |
| Capo Carbonara Marine Protected Area (im Golf von Cagliari)                                                                       |
| Marine Protected Area of Penisola del Sinis - Isola di Mal di Ventre (Westen Sardiniens um die Sinis-Halbinsel und Mal di Ventre) |
| Marokko |
| Nationalpark Al Hoceima |
| Spanien |
| Isla de Alborán |
| Parque Natural Cabo de Gata – Nijar                                                                                               |
| Fondos Marinos del Levante Almeriense (Meeresgrund 50 km parallel zur Küste im Osten der Provinz Almería)                         |
| Acantilados de Maro-Cerro Gordo (Klippen von Maro-Cerro Gordo, Andalusien zwischen Nerja und Almuñécar)                           |
| Cap de Creus |
| Illes Medes |
| Mar Menor und Küste von Murcia |
| Islas Columbretes |
| Nationalpark Archipiélago de Cabrera                                                                                              |
| Tunesien |
| Galite-Inseln |
| Kneiss-Inseln (im Golf von Gabès)                                                                                                 |
| Nationalpark Zembra und Zembretta                                                                                                 |
| Zypern |
| Naturschutzgebiet Lara-Toxeftra (Schildkröten-Reservat im Westen von Zypern)                                                      |